# Ryu Hayabusa
Ryu Hayabusa (en japonés: リュウ・ハヤブサ/隼 龍, romanizado: Hayabusa Ryū) es un personaje ficticio que es el protagonista principal de la serie de videojuegos de acción y aventuras Ninja Gaiden de Tecmo, además de aparecer como personaje jugador en la franquicia de juegos de lucha Dead or Alive de Koei Tecmo y Team Ninja, donde actúa como protagonista en Dead or Alive 2. Es un híbrido dragón-humano que empuña un arma ancestral llamada Dragon Sword y es el líder del clan ninja Hayabusa. Ryu, uno de los personajes más perdurables de Tecmo, ha aparecido en la mercancía oficial de la serie, así como en la película DOA: Dead or Alive, y ha hecho muchas apariciones cruzadas en otros juegos. Ha recibido la recepción del público y la crítica como uno de los ninjas más icónicos de los videojuegos.

## Atributos
Como hijo del renombrado ninja Joe Hayabusa, Ryu Hayabusa (cuyo nombre y apellido, respectivamente, se traducen literalmente como "dragón" y "halcón peregrino") es el portador de la legendaria Espada de Drágon. Aunque parece un humano normal, en realidad es un híbrido demonio-humano cuyos ancestros extrajeron su sangre de las mismas deidades malvadas como el Emperador Holy Vigoor, el principal antagonista del primer juego. En la serie Dead or Alive , Ryu se ha hecho amigo de su compañero ninja Hayate, y une fuerzas con él junto con Kasumi y Ayane, con quienes trabaja para acabar con el corrupto organizador del torneo Victor Donovan.

## Apariciones

### Serie Ninja Gaiden(1988-1992)
Ryu Hayabusa hace su debut oficial en el juego de arcade Ninja Gaiden original lanzado en 1988. En la edición doméstica de Nintendo Entertainment System lanzada el mismo año, se le da una historia de fondo de la búsqueda de su padre desaparecido que había desaparecido para participar en una vida o -lucha a muerte. Ken había instruido a Ryu en una carta de antemano para viajar a los Estados Unidos para encontrar a su amigo, el Dr. Walter Smith, pero Ryu se encuentra con Bloody Malth, quien había derrotado a Ken en la batalla y luego lo sometió a un lavado de cerebro que lo hace atacar a su propio hijo . , un hechizo que Ryu logra romper. [6] Sin embargo, Ken es asesinado por el superior de Malth, un malvado hechicero conocido como Jaquio, a quien Ryu luego mata. Ryu más tarde entra en una relación con la agente de la CIA Irene Lew, que se había negado de antemano a cumplir una orden de despido.
En Ninja Gaiden II: The Dark Sword of Chaos (1990), Ryu frustra el intento del maestro demoníaco Ashtar de Jaquio de dominar el mundo. En represalia, Ashtar secuestra a Irene para atraer a Ryu a su dimensión de origen. Ryu derrota a Ashtar por segunda vez, pero antes de que pueda rescatar a Irene, ella es capturada por Jaquio, quien ahora lleva la Espada Oscura, la antítesis del arma "Espada Dragón" característica de Ryu. Después de haber sido asesinado por Ryu una vez más, Jaquio revive cuando su sangre fluye hacia su espada, con la que apuñala a Irene. Su propia sangre fortalece aún más su espada y conjura a una criatura conocida como el Demonio; Ryu lo mata y la espada oscura de Jaquio se destruye en el proceso, pero Irene muere a causa de sus heridas. Luego, los poderes ancestrales que fluyen a través de la espada del dragón de Ryu la devuelven a la vida.
Ninja Gaiden III: The Ancient Ship of Doom de 1991 ve a Ryu acusado de asesinar a Irene, pero en realidad sobrevive al ataque, mientras que se revela que el culpable es un clon sobrehumano de Ryu llamado "Bio-Noid", creado por el superior y corrupto de Irene. Director de la CIA, Foster. Después de que Ryu derrota al doble, Foster es asesinado por HP Clancy, quien le había ordenado a Ryu que localizara una ruina llamada "Castle Rock Fortress", que era la base de la experimentación Bio-Noid de Foster y también albergaba en secreto un buque de guerra interdimensional. que Clancy tiene la intención de utilizar para el dominio global. Ryu mata a Clancy en la batalla y la nave se destruye cuando Ryu escapa con Irene, cerrando la historia de Ninja Gaiden de primera generación.
La versión de Sega Game Gear de 1991 de Ninja Gaiden descarta toda la narrativa de la línea de tiempo de la serie original, donde alguien está tratando de robar su espada de dragón. Viaja a cuatro partes del mundo para derrotar al demonio Shiragane y evitar que comience la Tercera Guerra Mundial.
La versión de Sega Master System de 1992 de Ninja Gaiden también elude la línea de tiempo de la serie original, presentando a Ryu como un miembro de alto rango de su clan ninja cuya aldea es masacrada mientras se roba un artefacto llamado "Pergamino Sagrado de Bushido ". Su misión es recuperar el pergamino de manos del malvado Shogun of Darkness y sus secuaces.

### Serie Ninja Gaiden(2004-2012)
En Ninja Gaiden (2004), el primer lanzamiento de la segunda generación de la serie Ninja Gaiden , la trama precede a la adquisición de Dragon Sword por parte de Ryu, aunque contiene elementos de la historia similares al puerto Master System del juego original en el sentido de que mientras Ryu es Al visitar a su tío Murai, Hayabusa Village es aniquilada en su ausencia y el malvado Doku roba una espada conocida como "Dark Dragon Blade", a quien Ryu intenta en vano detener antes de que lo maten en su intento. El espíritu animal de su clan, el halcón, lo devuelve a la vida y busca la espada robada con la esperanza de vengar a su clan. Derrota a Doku y luego a su señor supremo, el Santo Emperador Vigoor, y recupera la espada. Al final, Ryu y su cómplice más reciente, una cazadora de demonios llamada Rachel, encuentra al misterioso "Discípulo Oscuro", que en realidad es el tío traidor de Ryu. Después de la muerte de Murai, Ryu destruye la espada.
La trama de Ninja Gaiden: Dragon Sword de 2008 comienza con la kunoichi Momiji secuestrada por el clan ninja rival Black Spider. El objetivo de Ryu allí es encontrar siete Dark Dragonstones, derrotando a varios jefes en el camino. En el clímax, el antiguo sirviente de Doku, Ishtaros, roba las piedras y derrota a Ryu en la batalla. Sin embargo, cuando Kureha, la hermana de Momiji y amiga de la infancia de Ryu del juego anterior que había muerto en el ataque de la aldea, se fusiona con un objeto llamado Dragon Eye, las piedras se transforman en Dragon Sword. Ryu derrota a Ishtaros y su hermana (que toma la forma de un dragón durante la batalla), luego libera a Momiji y regresa a su casa donde comienzan a entrenar juntos.
En Ninja Gaiden II (2008), ambientada seis meses después de los eventos de Dragon Sword, una agente de la CIA llamada Sonia advierte a Ryu de un complot de los Grandes Demonios, cuya reina, Elizébet, intenta robar un artefacto llamado Estatua del Demonio, que está escondido en la aldea ninja de Hayabusa y lo que ella desea para resucitar al Archidemonio Vazdah. , el jefe final del juego. Después de que su aldea es arrasada una vez más y la estatua es robada, Ryu se infiltra en un castillo donde se encuentra el objeto. Joe está gravemente herido en su batalla contra el líder del clan Black Spider, Genshin, quien luego intenta varias veces matar a Ryu a partir de entonces, pero falla y muere en su último intento a pesar de que Elizébet lo transformó en uno de los subjefes del juego, los Cuatro Grandes Demonios. . Antes de morir, Genshin le da a Ryu una espada llamada "Blade of the Archfiend", que Ryu necesita para completar su misión. Tras la desaparición de los otros tres Greater Fiends, Ryu mata a Elizébet y Vazdah con la espada y su propia Dragon Sword. Al final, usa la espada del Archidemonio para marcar la tumba de Genshin en un cementerio ubicado en la cima de Monte Fuji.
Ryu es convocado por las Fuerzas de Autodefensa de Japón en Ninja Gaiden 3 (2012) para ayudar con la represión de un grupo terrorista llamado Lords of Alchemy. Persigue a los terroristas y a su misterioso líder por todo el mundo, pero se da cuenta de que no puede completar su misión sin la Dragon Sword. Mientras acecha al grupo, también debe salvar a una joven a la que había prometido proteger, llamada Canna. Después de que logra terminar con el grupo, destruye a otro personaje jefe final empeñado en la destrucción global y devuelve al niño a salvo a su madre antes de desaparecer en las sombras. La historia de Ryu continúa en el lanzamiento de 2013 Yaiba: Ninja Gaiden Z, en el que no se puede jugar; en cambio, es perseguido por el "malhablado" del juego protagonista, Yaiba Kamikaze, en su búsqueda de venganza después de haber sido herido por la espada del dragón de Ryu.

### SerieDead or Alive
Ryu también es un personaje jugador en los juegos Dead or Alive, que tienen lugar cronológicamente años después de la serie Ninja Gaiden . Está escrito en los eventos de cada uno de los torneos de lucha Dead or Alive, comenzando con el juego original de 1996, en el que participa en el torneo inaugural mientras busca a su compañero ninja Kasumi. Es el protagonista principal de la secuela de 1999 Dead or Alive 2, donde canónicamente gana el segundo campeonato al enterarse de antemano que una criatura interdimensional llamada Tengu se unió para sembrar el caos en el mundo. Ryu se encuentra con su amigo perdido Hayate, ahora amnésico llamándose a sí mismo "Ein", cuya derrota a manos de Ryu le devuelve la memoria. Ryu luego destruye a Tengu para salvar al mundo de su posible complot, ganando el segundo torneo. Más tarde ayuda a Hayate a recuperar completamente sus recuerdos al luchar contra su propia hermana Kasumi, luego descubren juntos que Genra, el padre adoptivo de Ayane, se convirtió en un traidor como lo fue Raidou, como unirse a la facción del Comité Ejecutivo del Torneo Dead or Alive (DOATEC) de Donovan, explicando el la participación de la facción de la compañía en la clonación de Kasumi para su proyecto de clonación Alpha y la implantación de Hayate con "Epsilon".
Su papel en Dead or Alive 3 (2001) es menor, ya que se enfrenta a Hayate, quien se ha convertido en el nuevo líder del clan ninja Mugen Tenshin, además de ayudar a Hayate y Ayane contra Genra, potenciado por Omega. En Dead or Alive 4 (2005), Ryu se une a sus compañeros de clan Hayate, Kasumi y Ayane para detener la corrupción dentro de DOATEC al detonar su sede "Tritower". La asesina a sueldo de Victor Donovan, Christie, intenta detenerlos, hasta que Helena Douglas la distrae , lo que permite que el ninja logre destruir el edificio. Ryu regresa en Dead or Alive 5 de 2012, que cronológicamente tiene lugar dos años después de Dead or Alive 4.y Ninja Gaiden 3 , ayudando a Hayate y Ayane en su batalla contra la nueva organización de Donovan, MIST, que planea vender soldados modificados a varias milicias de todo el mundo. Cuando capturan a Hayate, Ryu envía su halcón para enviar un mensaje a Kasumi para convocarla a la batalla. Cuando libera a Hayate, los cuatro destruyen el laboratorio MIST. Mientras Ryu siente que la resurrección de Raidou creada por MIST se acerca en Dead or Alive 6, Ryu advierte a Kasumi sobre esta amenaza referida, con el nuevo objetivo de MIST de resucitar a Raidou como un ninja cibernético no muerto secuestrando a sus dos hijas ilegítimas, Ayane y Honoka. Fue abordado por la princesa del mundo Tengu Nyotengu, demostrando su poder como un hombre que acaba con el crimen de Bankotsubo, entrenándola y diciéndole que abandone el mundo humano, satisfaciéndola también. Mientras que Hayate, Kasumi y Ayane van tras el resucitado Raidou, y Helena va tras el resucitador de Raidou, NiCO, Ryu, junto con Bayman y Marie Rose, que vigilan la recuperación de Honoka.
Se incluyó una versión de demostración de DOA5 con Ryu y Hitomi jugables como un bono descargable con pedidos anticipados de las ediciones estándar y de colección de PlayStation 3 de Ninja Gaiden 3, así como la versión de Xbox 360.

#### Diseño y jugabilidad
Presentamos la historia de Ninja Gaiden 3 con Ryu Hayabusa como un héroe oscuro y para que los jugadores sientan que necesitamos que se manchen las manos de sangre. Si estás buscando jugar de la manera fácil en la que solo usas ninjutsu para limpiar enemigos sin matar a nadie que esté huyendo de la experiencia. Queremos que los jugadores sientan una conexión con Ryu y, para hacerlo, también deben tener las manos manchadas de sangre.
Yosuke Hayashi, 2011

Cuando se le preguntó en 2008 si alguna vez exploraría un "aspecto sigiloso" de Ryu en un título futuro de la serie, el diseñador de Ninja Gaiden: Dragon Sword, Tomonobu Itagaki, respondió: "El tipo [de ninja] que me gusta son los que salen y matan a un montón de enemigos a la vez". El juego exclusivo de Nintendo DS se jugaba sosteniendo la consola verticalmente; Itagaki explicó: "Hemos implementado un sistema de control inmensamente intuitivo. Si usas el lápiz óptico para cortar de lado a lado a un enemigo, Hayabusa lo cortará con su espada, y puedes cambiar el tipo de corte variando el ángulo de tu rebanada".
Comenzando con Ninja Gaiden II , la violencia gráfica de la serie aumenta considerablemente a medida que Ryu es capaz de derrotar a los oponentes por decapitación o desmembramiento. En una entrevista de 2011 con PlayStation.blog, el jefe de Team Ninja, Yosuke Hayashi, describió el desarrollo del personaje en Ninja Gaiden 3 : "El lado humano de Ryu Hayabusa se manifiesta... lo ves sufriendo como consecuencia de los asesinatos que ha cometido y eso es cuando [su] humanidad aparece. Creo que, en estos días, la gente está buscando juegos más realistas y eso no es fácil de hacer con Ninja Gaiden , que se basa en gran medida en la fantasía". Comentó sobre el juego en sí: "En el transcurso de la historia, tendrás más dificultades para progresar a través de las etapas, [pero] tenemos que hacer que los jugadores sientan que Ryu es un superhéroe, el Ryu Hayabusa que conocen, para hacerlos enfatizar con las consecuencias... a medida que avanza el juego".
Team Ninja escribió que su movimiento característico en Dead or Alive 5 fue el "Izuna Drop, un lanzamiento poderoso que puede realizar incluso con golpes o agarres". De acuerdo con la guía oficial de Prima Games para Dead or Alive Ultimate, Ryu es "bastante rápido y tiene un poder decente, aunque no necesariamente se destaca en ninguno de los dos, lo que lo convierte en un personaje bastante equilibrado", y agrega que puede ser útil para un jugador de nivel moderado en ciertas situaciones. El editor dijo para Dead or Alive 4 que "sigue siendo uno de los mejores personajes de la serie Dead or Alive " y todavía se puede jugar en los niveles más altos; fue calificado con siete de diez en general. Según GameSpot, los ataques de Ryu en DOA4 "son difíciles, [pero] la mayoría de ellos son bastante fáciles de realizar, y es bastante rápido para arrancar, lo que lo convierte en una excelente elección de personaje para los nuevos jugadores".

### Otras apariciones

#### Otros videojuegos
El juego Halo 3 de Xbox 360 de 2007 presenta un conjunto de armadura "Hayabusa" desbloqueable, mientras que los jugadores reciben una réplica inutilizable en el juego de la espada del dragón de Ryu al alcanzar un objetivo de puntuación de jugador específico. "Hayabusa Ninja" es un disfraz alternativo para el personaje Max en Super Swing Golf: Season 2 de 2007. Se incluyó una versión de 8 bits de Ryu en la primera versión del juego Flash Super Mario Bros. Crossover de 2010 creado por fans.
En conmemoración de la fusión de Koei y Tecmo en 2009, Ryu, Ayane y Momiji fueron personajes invitados no jugables en Dynasty Warriors: Strikeforce de Koei lanzado ese año. En el título de hack and slash de 2011 de la compañía, Warriors Orochi 3, Ryu, Ayane, Rachel, Momiji y Kasumi aparecen en otra dimensión y ayudan a los personajes jugables del juego. Las partes del traje Ninja Gaiden de Ryu estaban disponibles como descargas exclusivas como parte de la campaña de promoción del primer aniversario de Dynasty Warriors Online. Ryu también apareció con Ayane en el lanzamiento exclusivo para Japón de abril de 2012.Dynasty Warriors 3DS. Ryu también apareció en Warriors All-Stars. Dos personajes secundarios conocidos como Jin y Ren Hayabusa, basados en el aspecto clásico de Ryu, aparecen en Nioh y su continuación, respectivamente.

#### Película
En la película OVA exclusiva de Japón de 1991 Ninja Ryūkenden , una aventura original basada libremente en los primeros juegos, Keiichi Nanba dio voz a Ryu, y se le dio una paleta roja y púrpura en lugar de su azul sólido en la serie NES, mientras que él está desenmascarado. Ambientada en la ciudad de Nueva York, la trama involucra a un médico que supuestamente ha descubierto una cura para el cáncer. Él, a su vez, es investigado por una reportera llamada Sarah, quien pronto descubre que está realizando investigaciones y experimentos biotecnológicos en humanos vivos, lo que posiblemente involucre el poder de los Dioses Malignos, a quienes Ryu había derrotado en el pasado. Esto se ve agravado por el secuestro de Irene, el único otro personaje que regresa de los juegos, pero identificado allí solo como la amiga de Sarah, lo que a su vez obliga a Ryu a convertirse en Dragon Ninja una vez más y derrotar a este nuevo enemigo y salvarla. La conclusión hace que Ryu permanezca en Estados Unidos, donde se casa con Irene y abren una tienda de antigüedades juntos.
Ryu fue interpretado por el actor japonés-estadounidense Kane Kosugi en la adaptación cinematográfica de acción real de Dead or Alive de 2006 DOA: Dead or Alive. Sirve como el interés amoroso de Kasumi después de que él le informa de la supuesta muerte de Hayate, y sus escenas de lucha consisten en derrotar a un luchador durante el torneo y luego evitar que el asesino a sueldo de Victor Donovan, Bayman, robe el dinero del premio.

#### Mercadotecnia
Las estatuas de Ninja Gaiden II de Ryu fueron lanzadas en 2008 por First 4 Figures y NECA. Kotobukiya puso a disposición otras figuras de acción basadas en sus encarnaciones de Ninja Gaiden en 2005 y One 2 One Collectibles en 2009. Se incluyó una figura de edición limitada de Ryu luchando contra el personaje enemigo Regente de la Máscara, con un libro de arte y una banda sonora en el lanzamiento de la edición de coleccionista de 2012 de Ninja Gaiden 3. En 2015, Multiverse Studios lanzó una estatua de resina de Ryu de 13 ", disponible en variaciones de su Ninja Gaiden IIIo trajes de series clásicas y la peana adornada con luces LED.
Ryu ha aparecido decisivamente en menos productos de Dead or Alive que sus contrapartes femeninas. Epoch Co. distribuyó una figura de acción exclusiva para Japón, mientras que Koei Tecmo lanzó un llavero y un póster tridimensional en 2013 con Ryu y el elenco de Dead or Alive 5 Plus.

## Recepción
No hay otro ninja en los juegos que prefiramos tener de nuestro lado. Yoshimitsu? ¿Tortugas Ninja? Vuelve a tus alcantarillas. Ryu Hayabusa es el único espadachín psicótico que querríamos en nuestro equipo, y es bastante obvio ver por qué. Es un maníaco sin límites que corta, acuchilla, da volteretas hacia atrás, gira y salta por toda la tienda, cortando franjas de enemigos como si estuviera cortando cebollas... No es del todo humano, lo que también ayuda, y maneja la increíblemente poderosa 'espada del dragón'. Este es un hombre con el que no hay que meterse, y su honor, gracia e imagen icónica como el superlativo ninja de los juegos, nunca será olvidado.
Empire, 2011

Desde su debut en 1988, Ryu Hayabusa ha sido recibido tanto por la crítica como por el público como un personaje popular en los videojuegos en general. Fue nominado en la categoría "Mejor personaje (Mejor héroe)" de los premios Nintendo Power Awards de 1989 y 1991. En 2010, la revista incluyó a Ryu como uno de los mejores personajes ninja que aparecieron en las consolas de Nintendo. Games TM lo llamó "fácilmente uno de los personajes más atléticos que jamás hayamos visto". En 2007, ScrewAttack lo clasificó como el sexto personaje de videojuego "más genial". The Age lo clasificó como el décimo mejor personaje que jamás haya aparecido en elSerie de consolas Xbox. GameSpot presentó a Ryu como una de las 64 opciones en su encuesta "Greatest Game Hero" de 2009. UGO Networks lo incluyó en una selección de once personajes de juegos que necesitaban su propia película de acción real. En 2012, GamesRadar clasificó al "chico bueno particularmente brutal" en el puesto 26 de sus cien protagonistas de juegos "más memorables, influyentes y rudos". IGN realizó una encuesta en línea en 2008 preguntando a los lectores si Ryu o su compañero ninja Joe Musashi (de la serie Shinobi de Sega) ganarían en un "Hero Showdown"; Ryu recibió un decisivo 82% de los votos. Los lectores de la revista japonesa Famitsu votaron a Ryu en el puesto 43 en una encuesta de 2010 para decidir el mejor personaje de videojuego de todos los tiempos.
Ryu también es estimado como un personaje ninja icónico de videojuegos por medios de juegos como TechCrunch, Unreality, PC World (quien agregó que Ryu "tiene el arsenal de armas más temible que jamás hayamos visto en un video game"), ScrewAttack, Machinima.com, Cheat Code Central dijo en 2011: "Ha sido clasificado como el número uno en más listas de los mejores ninjas de las que uno puede contar, y encabeza [nuestro] lista también". El sitio clasificó a Ryu como el cuarto mejor espadachín en juegos al año siguiente. IGN incluyó a Ryu entre una selección de personajes que justificaban su inclusión en un hipotético juego de lucha definitivo, ya que "pocos héroes de videojuegos hacen que matar parezca más fácil o más elegante", mientras que "todos los demás ninjas parecen aburridos en comparación". Encabezó la selección de Virgin Media de 2015 de los diez mejores ninjas de los juegos, pero el sitio respondió que "el único problema... es que en realidad no tiene mucha actividad similar a la de un ninja". 1UP.com clasificó a Ryu como el segundo mejor ninja de juegos detrás de Joe Musashi en 2004, ya que "una vez estuvo en la posición de luchar para estar a la altura del legado de su padre, [pero] el nuevo juego [Ninja Gaiden] lanza él como un maestro ninja por derecho propio". En 2008, GamesRadar lo incluyó entre los mejores asesinos de videojuegos en la categoría "ninja", a pesar de que "nunca supe [ing] Ryu para asumir específicamente trabajos de asesinato, pero lo hemos visto patear muchos traseros en formas fantásticamente espantosas sobre el lapso de su carrera de 20 años". [57] PLAY presentó a Ryu de Ninja Gaiden Sigma en su selección de 2011 de los diez mejores ninjas de PlayStation, por su habilidad, escribieron, para "decapitar a catorce enemigos en el espacio de doce segundos". Complex clasificó a Ryu como el segundo ninja "más rápido" en 2012. Lisa Foiles de The Escapist nombró a Ryu ("un ninja sexy" portador de katanas). En 2009, GameDaily incluyó al "ninja rudo" en sus 25 arquetipos de videojuegos principales, usando a Ryu como ejemplo, y lo presentó entre los "más grandes patriotas de los juegos" de Japón.
En 2011, GamePro especuló sobre las posibilidades de Ryu de llenar el único espacio de personaje invitado del entonces próximo Soulcalibur V (que finalmente fue para Ezio Auditore de la franquicia Assassin's Creed), y opinó que a pesar del "lugar tradicional" de Taki y Yoshimitsu de los asiduos de Soul como los reconocibles personajes 'japoneses', tampoco es un ninja convencional como lo es Ryu". En 2012, después del lanzamiento de Soulcalibur V, Elton Jones de Complexincluyó a Ryu entre los quince personajes invitados que quería en una entrada futura de la serie. "Nos hemos divertido volviendo locos al ninjitsu con Taki y Natsu, pero ahora es el momento de que el ninja de Tecmo entre en la refriega".